# 無菌
無菌（むきん、英: asepsis, [eɪsépsɪs]）もしくは無菌状態（むきんじょうたい、英: aseptic, [eɪséptɪk]）とは、真正細菌、ウイルス、菌類、寄生生物のような病原性の汚染生物とその生成物（コンタミナント）を除去した状態、もしくはこれら微生物と接触しない状態にあることをいう。

## 概要
無菌という用語は感染を防ぐ目的で、外科手術における術野の無菌化や内科治療における無菌化を推奨もしくは勧奨するため、採用されるそれら具体的手法、習慣をしばしば指す。理想的には、術野は「殺菌状態」、更に言えば、病気、腐敗、発酵を引き起こす微生物だけではなくそれらが生成する生物学的汚染物質を全て排除する（すなわち無菌状態にする）必要がある。とはいえ、それを達成するのは、とりわけ多くの場合患者自身が感染因子源をもたらす場合は、困難である(例えば、皮膚の毛根内や消化管内の常在菌)。すなわち、現代において、重大な組織損傷を引き起こすことなしに、患者の細菌叢（patients bacterial flora）の全てを安全確実に除去する方法はない。従って、感染症の排除においては殺菌ではなく無菌が目標とされている。

## 歴史
無菌の現代的な概念は19世紀に発展した。センメルヴェイスは分娩前の手洗いが産褥熱 (Puerperal fever) の罹患を減らしたことを証明した。パスツールによる提言ののち、ジョゼフ・リスター、初代リスター男爵は殺菌剤として石炭酸の利用を取り入れ、外科的感染率を減らすことに成功した。ローソン・テイトは殺菌（消毒）から無菌へと興味を移し、今日においても有効な方針と習慣を取り入れた。エルンスト・フォン・ベルクマンは手術器具の消毒の道具としてオートクレーブを利用した。

## 手法
今日の無菌技術は、互いに補完する一連の手法から成る。まず最初に衛生的習慣が優先される。手術室においては、特定の指針によると、空気濾過や気流に関連する規則を守るよう定め、外科手術の度に衛生を保たなければならない。また外科手術を受ける患者を洗浄し、清潔な手術着を着せる。手術部位も洗浄し可能ならば剃毛し、そして皮膚には殺菌剤・消毒薬（すなわち、ベタディンやイソジンのようなヨウ素溶解物など）を塗布する。次に手術チームの全員が手や腕を消毒薬で洗浄する。手術を行う外科医と看護師は手術着と外科用手袋を滅菌状態にして着用する。髪の毛は覆い、外科用マスクを着用する。手術用器具をオートクレーブを用いて滅菌する、または処分可能なものならば1回きりで廃棄する。
手術部位は消毒洗浄する。縫合糸は予め滅菌したままにしておく。包帯も滅菌しておく。抗生物質は必ずしも「クリーンな」状態である必要はない、つまり外科手術において「他の感染」が起こり得ないことが明白な場合は、無菌である必要はない。だが、他の菌などによる「汚染」の可能性が考えられる際には、常にそれらを確認する。
汚物および生物学的汚染物質は処分規制の対象となる。